# Maria Sagrario de Saint Louis de Gonzague
 (août 2020).
Si vous disposez d'ouvrages ou d'articles de référence ou si vous connaissez des sites web de qualité traitant du thème abordé ici, merci de compléter l'article en donnant les références utiles à sa vérifiabilité et en les liant à la section « Notes et références ».
Elivra Moragas Cantarero, née le 8 janvier 1881 à Lillo et morte le 15 août 1936 à Madrid, est une religieuse Carmélite espagnole sous le nom de Maria Sagrario de Saint Louis de Gonzague. Diplômée pharmacienne en 1905, elle entre au Carmel de Madrid en 1915. Élue prieure, puis maitresse des novices, elle est à nouveau la prieure du couvent lorsque la guerre civile éclate. Elle fait cacher ses religieuses, mais elle est découverte et arrêtée le 14 août, et fusillée le 15 août 1936 par les Républicains espagnols.
Elle est béatifiée le 10 mai 1998 par le pape Jean-Paul II en tant que martyre de la foi.

## Biographie

### Son enfance
Elvire Moragas Cantarero est née le 8 janvier 1881 à Lillo dans la Province de Tolède en Espagne.
Son père est le pharmacien du village, ayant pris la suite de son propre père Severiano Moragas.
La famille déménage de Lillo à El Prado en 1885, puis elle s'installe à Madrid en 1886.
Leur maison est située au 97 rue de Bravo Murillo, juste au-dessus de leur pharmacie. La jeune Elvire fait sa confirmation à six ans.
Elle est élève au collège San Fernando, des Sœurs Mercédaires, collège situé tout près de sa maison. Elle y fait également sa première communion.

### Études et vie professionnelle
Elle passe son bachillerato (baccalauréat) le 29 juin 1899. Durant toutes ses études, elle obtient des notes brillantes, des premiers prix, des mentions. Pour pouvoir aider son père, elle entreprend des études de pharmacie à l'université de Madrid.
Le 16 juin 1905, elle obtient sa licence de pharmacienne. Elle est l'une des premières femmes espagnoles à obtenir ce diplôme.
Son père meurt en 1909, elle reprend alors la pharmacie avec l'aide de sa mère. En 1911 sa mère meurt à son tour, et elle reprend ce poste en tant que titulaire. Elle se montre bonne administratrice mais aussi juste dans la fixation des prix, donnant ainsi des preuves de sa compétence professionnelle. Elle fait aussi preuve de qualités humaines : pleine d'attentions à l'égard de ses clients, elle écoute les malades et les encourage dans leurs épreuves.
Elle participe à la catéchèse de sa paroisse et dans les faubourgs de Madrid. Elle prend soin des pauvres, les secourt de toutes les manières possibles, et visite les banlieues pauvres de la capitale.

### L'appel du Carmel
Avant la mort de son père, elle désire rejoindre la vie religieuse. Mais compte tenu de la situation familiale et du fait que son jeune frère n'a pas encore terminé ses études, elle choisit de retarder son projet en aidant à la pharmacie familiale, avant de devenir le soutien de famille en prenant en charge la pharmacie. Son frère, après avoir terminé ses études de pharmacie, reprendra définitivement la pharmacie familiale.
Le 21 juin 1915, elle entre au Monastère des Carmélites déchaussées de Santa Ana y San José (Sainte Anne et Saint Joseph) à Madrid. Elle y reçoit le nom de « Maria Sagrario de Saint Louis de Gonzague » (Maria Sagrario de San Luis Gonzaga). Depuis son couvent, durant encore quelque temps, elle continue à tenir (officiellement) la pharmacie familiale, jusqu'à ce que son frère ait obtenu son diplôme et puisse reprendre lui-même la charge.

### Le Carmel
Sa maîtresse des novices témoignera qu'elle trouve en elle une « femme au caractère fort et énergique, capable de mener à bien les plus grands idéaux de sainteté ». Elle fait profession temporaire le 24 décembre 1916, et prononce ses vœux définitifs le 6 janvier 1920.
Le 18 avril 1927, elle est élue prieure par la communauté des religieuses. En tant que telle, elle se considère comme une sœur aînée, ouverte au dialogue avec toutes les religieuses. Elle s'occupe de l'entretien matériel du monastère. Elle lance des réparations et des constructions. Après ses trois années de priorat, elle est nommée maîtresse des novices, charge qu’elle occupe de 1930 à 1933. Elle allie compréhension et fermeté. Elle enseigne surtout par l'exemple.
Quand la situation politique se détériore en Espagne, après 1931, elle confie à ses novices son souhait de mourir en martyre.
Le 1er juillet 1936, elle est à nouveau élue prieure du couvent.

## La Guerre Civile et le Martyr

### Le contexte historique
Pour comprendre le contexte historique de ce tout début de la guerre civile espagnole et le climat anti-chrétien qui l'a précédé, se reporter au petit résumé présent dans l'article sur les Carmélites martyres de Guadalajara et aux articles spécifiques qui y sont référencés.

### Premières violences et fuite
Le 18 juillet 1936, la guerre civile éclate. Ce même jour, des pierres sont jetées sur les fenêtres de l'église et du monastère. Le 18 au soir, la Mère supérieure réunit la Communauté pour informer les religieuses sur la gravité de la situation politique et pour exhorter celles qui le voudraient à retourner dans leurs familles pour se mettre en sécurité. Sous la pression de leurs familles, plusieurs religieuses quittent le couvent. Seules 10 religieuses restent sur place, dont la prieure Maria Sagrario.
Le 20 juillet, dans l'après-midi, le couvent est envahi par une troupe qui saccage et détruit tout. Le groupe oblige les religieuses à quitter le couvent, et après diverses péripéties, les amène à la Direction générale de la Sécurité. En chemin, les religieuses se mettent à entonner à haute voix le Te Deum, le Magnificat et le Salve Regina. Après plusieurs heures dans les locaux de la Direction générale, le groupe est ramené en voiture.
Marie se préoccupe de mettre à l'abri chacune de ses religieuses. Elle se réfugie ensuite avec sœur Thérèse Marie chez les parents de cette dernière. Son frère l'invite plusieurs fois à partir avec lui dans le village de Pinto où il vit avec sa famille. Mais elle s'y refuse car elle veut rester sur place pour veiller sur ses carmélites. Constamment attentive, elle s'efforce d'envoyer aux différentes carmélites une aide matérielle et un soutien spirituel.

### Le martyre
Le 14 août 1936, les miliciens découvrent le refuge de Maria Sagrario et l'emmènent au poste de la rue Marqués de Riscal où elle retrouve trois autres religieuses de son couvent. Les miliciens la pressent de révéler où sont les "biens" de son couvent (titres de propriété du couvent, les calices et autres vases sacrés et de valeur). Elle refuse de leur répondre et reste en silence car elle serait contrainte de donner le nom d'autres personnes dont la vie seraient alors mise en péril.
Devant son silence, les miliciens lui remettent une feuille de papier. Tranquillement, elle y écrit un mot. Très vraisemblablement il s'agit de "Viva el Cristo Rey" ("Vive le Christ Roi"). Les miliciens, furieux, l'emmènent hors du poste. Ses compagnes carmélites ne la reverront plus jamais.
Elle est emmenée à la Pradera de San Isidro et fusillée probablement entre minuit et une heure du matin, à la première heure de la journée du 15 août qui marque la solennité de l'Assomption, qui était aussi le jour de sa fête : la fête de la Vierge du Sagrario, patronne de Tolède).
Il n'y a aucun document écrit confirmant sa mort, sauf une photo de son corps après l'exécution. Très vite après sa mort, sa réputation de martyre se répand.

## Béatification
Le procès en béatification débute en 1962, sous le pape Jean XXIII.
Le 8 avril 1997, la procédure toujours en cours, le pape Jean-Paul II signe le décret reconnaissant son martyre.
Le 10 mai 1998, le procès terminé positivement au bout de 36 ans, le pape Jean-Paul II proclame la béatification, à Rome, de Maria Sagrario de Saint Louis de Gonzague, martyre de la guerre civile espagnole, en même temps que celle d'une autre carmélite, la Mère María de las Maravillas de Jesús.
Sa fête liturgique est fixée au jour de sa mort le 15 août, mais elle peut être également déplacée au 16 août du fait de la primauté de la solennité de l'Assomption de Marie le 15. Dans l'Ordre du Carmel, sa fête est célébrée avec rang de mémoire facultative.